# Tierras Blancas del Picacho
Tierras Blancas del Picacho är en ort i Mexiko.   Den ligger i kommunen Del Nayar och delstaten Nayarit, i den centrala delen av landet, 600 km nordväst om huvudstaden Mexico City. Tierras Blancas del Picacho ligger 1 196 meter över havet och antalet invånare är 179.
Terrängen runt Tierras Blancas del Picacho är kuperad åt sydost, men åt nordväst är den bergig. Runt Tierras Blancas del Picacho är det mycket glesbefolkat, med 5 invånare per kvadratkilometer. Närmaste större samhälle är San Miguel, 13,4 km öster om Tierras Blancas del Picacho. I omgivningarna runt Tierras Blancas del Picacho växer huvudsakligen savannskog.